# Tipi-tii
"Tipi-tii" ("Chilreio alegre") foi a canção que representou a Finlândia no Festival Eurovisão da Canção 1962 que teve lugar no Luxemburgo no domingo 18 de março de 1962.
A referida canção foi interpretada em finlandês por Marion Rung. Foi o primeiro sucesso da cantora. Foi a primeira canção a ser interpretada na noite do festival, antes da canção da Bélgica "Ton nom" interpretada por Fud Leclerc. Terminou a competição em sétimo lugar, tendo recebido um total de 4 pontos. No ano seguinte,em 1963,  a Finlândia foi representada por Laila Halme, que interpretou o tema "Muistojeni laulu" Marion Rung regressou ao Festival Eurovisão da Canção 1973, interpretando o tema "Tom Tom Tom".

## Autores
- Letrista: Kari Tuomisaari, Jaakko Salo
- Compositor: Kari Tuomisaari, Jaakko Salo
- Orquestrador: George de Godzinsky

## Letra
A canção é um apelo para todos os ouvintes para participar na "chamada de amor", com Rung comparando todos a um grupo de pássaros cantando sua canção juntos.